# Raymond Donovan
Pour les articles homonymes, voir Donovan.
Raymond James « Ray » Donovan, né le 31 août 1930 à Bayonne (New Jersey) et mort le 2 juin 2021, est un homme politique américain. Membre du Parti républicain, il est secrétaire au Travail entre 1981 et 1985 dans l'administration du président Ronald Reagan.

## Sources
- (en) Cet article est partiellement ou en totalité issu de l’article de Wikipédia en anglais intitulé « Raymond J. Donovan » (voir la liste des auteurs).